# Sudenitsa Tesserae
Le Sudenitsa Tesserae sono una struttura geologica della superficie di Venere.